# Il principe cerca moglie
Il principe cerca moglie (Coming to America) è un film commedia del 1988 diretto da John Landis, con Eddie Murphy, Arsenio Hall e James Earl Jones.

## Trama
Il principe di Zamunda, Akeem Joffer, dopo aver compiuto i 21 anni di età, deve sposarsi e i genitori, i sovrani Joffy e Aoleon, gli hanno organizzato il fastoso matrimonio con Imani Izzi, a cui partecipa tutto il regno (il servitore dei sovrani, Oha, canterà la "marcia nuziale" a cappella). Scontento del fatto che i genitori abbiano scelto per lui la sua sposa (tra l'altro educata sin da piccola ad obbedire a ogni sua richiesta, come una serva), senza aver avuto la possibilità di conoscerla prima, Akeem decide di trovarsi una moglie che lo ami per quello che è. Akeem ed il suo amico e servitore Semmi scelgono come luogo in cui cercare la futura sposa il quartiere newyorkese del Queens, ispirati dal nome ma totalmente ignari del fatto che il Queens sia il quartiere più povero e malfamato di New York.
Arrivati nel Queens, i due si spacciano per poveri studenti universitari di Zamunda, e cominciano a cercare la moglie per Akeem. Partecipando ad una riunione parrocchiale, Akeem vede e si innamora di Lisa McDowell, e così si fa assumere, assieme a Semmi, nel fast food del padre di lei, Cleo. Qui comincia a farle la corte, ma ha anche un rivale in amore: Darryl Jenks, un ricco ragazzo fidanzato con Lisa e molto ben visto da Cleo, soprattutto perché non vuole che la figlia patisca le sue stesse sofferenze, essendo stato molto povero sin da piccolo.
Nel frattempo, Semmi mal sopporta la vita priva degli agi di corte e così si fa inviare da Zamunda parecchi soldi; inoltre, dice alla sorella di Lisa, Patrice, che ha scoperto il lusso in cui vive, di essere lui il principe e che Akeem è il suo servitore. Darryl, intanto, decide di sposare Lisa, ma senza nemmeno chiederglielo, mandando su tutte le furie la ragazza, che inizia ad avvicinarsi ad Akeem, contro il parere del padre. Sebbene Cleo stimi Akeem per la sua educazione e il suo impegno al lavoro, lo ritiene troppo povero per poter offrire un buon futuro a sua figlia, la quale, nonostante ciò, si innamora comunque di Akeem.
Frattanto, il sovrano Joffy Joffer, allarmato dalla richiesta di denaro di Semmi, arriva a sorpresa a New York per riportare il figlio a Zamunda. Dopo aver scoperto l'appartamento sudicio in cui vivono e il fatto che lavorino, va su tutte le furie e incontra Cleo, rivelandogli la verità su suo figlio. Scoperta la verità, Cleo lascia alle spalle tutti i suoi dubbi e vuole ad ogni costo che Lisa sposi Akeem, il quale, resosi conto dell'arrivo dei genitori, cerca di incontrarli personalmente.
Insospettita dall'improvviso cambio di comportamento di Cleo verso Akeem, Lisa gli fa pressione per scoprirne il motivo, così il padre le rivela che Akeem è un principe. Più tardi, il re giunge in casa di Cleo con la moglie e parla con Lisa, dicendole che Akeem è già fidanzato e che è venuto in America solo per divertirsi prima di sposarsi. Lisa se ne va di casa e quando Joffy parla male di lei davanti al padre, Cleo si arrabbia e, persino dinanzi all'offerta di 2 milioni di dollari per compensare il tutto, rifiuta e intima al re di non permettersi più di sparlare di sua figlia. Akeem, giunto sul posto con Semmi, parla con i genitori e dice di amare Lisa, ma, sebbene il padre non ne voglia sapere, la madre lo incoraggia a ritrovarla. Akeem e Lisa parlano in metropolitana e Lisa si dichiara delusa, ma Akeem le spiega le sue ragioni e di essere anche disposto a rinunciare al trono per sposare lei. Lisa è convinta della sincerità di Akeem, ma non si sente all'altezza di un principe e rifiuta. Akeem, rassegnato, torna a Zamunda, ma, al momento del matrimonio, dopo aver scoperto il velo della sposa, vi trova Lisa. Akeem, sopraffatto dalla gioia, si volta verso i genitori, ai quali si aggiunge Cleo, tutti e tre felici per i due giovani. Joffy ha deciso di accontentare il figlio e ha organizzato tutto con la moglie e il padre di Lisa. Akeem e Lisa si sposano.
Alla fine del film si sente una barzelletta detta da uno dei clienti del barbiere, che però solo lui capisce:
- Cameriere, assaggi questa zuppa, e quello gli fa:

- Che c'è, qualcosa non va nella zuppa? E lui:
 
- Assaggi la zuppa E l'altro: 

- Non va bene la zuppa? Per caso è calda?:

- Assaggi la zuppa!
 
- Ma che cos'ha? È troppo fredda?
 
- Assaggi questa maledetta zuppa!

- Va bene, ora la assaggio, ma dove è il cucchiaio?!'

- "A-ha!"»

## Produzione
Le riprese sono durate dal 4 gennaio al 28 marzo 1988.
Il film fu girato soprattutto a New York. I luoghi principali delle riprese furono il Waldorf-Astoria Hotel e il ristorante Mc Dowell's, che si trova all'85-07 Queens Boulevard al Queens e che è stato un fast food della catena Wendy's (demolito nel 2013 per fare posto a un complesso residenziale di lusso), mentre l'appartamento di Akeem e il barbiere si trovano in 390 South 5th Street and Hooper Street a Brooklyn.
Il palazzo reale del regno fittizio di Zamunda venne ricostruito presso lo Big Sky Movie Ranch a Simi Valley in California.
Come accade in molti altri film di Eddie Murphy, l'attore interpreta anche numerosi personaggi secondari: Clarence (il barbiere), Saul (l’uomo anziano ebreo) e Randy Watson (improbabile cantante soul). Anche Arsenio Hall ricopre più ruoli, addirittura comparendo nella parte di sé stesso in un programma televisivo, realmente esistente e condotto da Hall, che Semmi sta guardando in televisione.

## Curiosità
Nel film compare in un cameo il regista horror Tobe Hooper, nella scena della festa organizzata dal signor McDowell. Hooper interpreta un invitato che ascolta una predica del reverendo Brown e poi si allontana per andare a salutare qualcuno.
Wesley Snipes, che reciterà nel sequel, fece un provino per il ruolo di Darryl, ma gli fu preferito Eriq La Salle. 
Durante una passeggiata il protagonista Akeem regala dei soldi a due senzatetto, Mortimer e Randolph Duke: questi sono interpretati dagli attori Don Ameche e Ralph Bellamy, apparsi qualche anno prima al fianco di Murphy in Una poltrona per due (1983), diretto sempre da Landis; nel finale di quest'ultimo si capisce che i due senzatetto, finiti sul lastrico, sono gli stessi del precedente film con Murphy e il coprotagonista Dan Aykroyd. Durante la loro scena, si possono ascoltare delle battute contenute nel copione di Una poltrona per due.

## Distribuzione
Il film è uscito nelle sale statunitensi il 29 giugno 1988, mentre in Italia il 30 settembre dello stesso anno.

## Accoglienza
A fronte di un budget di $ 39 milioni, il film incassò globalmente 288752301 $, rivelandosi un successo finanziario.

## Riconoscimenti
- 1989 - Premio Oscar
  - Candidatura al premio per il miglior trucco
  - Candidatura al premio per i migliori costumi

## Sequel
Il sequel del film è uscito nel 2021, con Murphy, Arsenio Hall, Shari Headley, John Amos e James Earl Jones che riprendono i loro ruoli e Craig Brewer come regista (avendo precedentemente lavorato con Murphy nel film Dolemite Is My Name). Il film non è stato distribuito nelle sale ma solo nella piattaforma digitale Prime Video, riscuotendo un consenso molto limitato dalla critica.